# Clínica Sagrada Família
La clínica Sagrada Família és una entitat sanitaria privada fundada a Barcelona el 1970 per la congregació religiosa Filles de Sant Josep. L'agost de 2013 va realitzar una campanya solidària contra la ceguesa, operant de cataractes a 80 persones sense recursos. L'any 2015 va tenir uns ingressos de 30 milions d'euros amb 250 treballadors. Des de 2016 és propietat del grup Laboratori Echevarne.

## Història
Fundada el 1970 per les monges de la comunitat Filles de Sant Josep, l'any 1991 la clínica va ser adquirida per 1.600 milions de pessetes (9,6 milions euros) per un grup metges que la van constituir en una societat anònima. L'any 2000 el grup USP va intentar fer-se amb la propietat de la clínica però l'intent va ser fallit.
El 2016 va ser adquirida per «Laboratorio Dr. Echevarne Análisis», que ja era accionista de la clínica amb el 13% del capital, per 50,7 milions d'euros, oferta que va prevaldre, pel dret d'adquisició preferent, sobre la primera proposta de compra feta per «HM Hospitales», grup sanitari madrileny. La compra va incloure el centre sanitari així com el 51 per cent de «Consultorios Clínica Sagrada Família, S.L.», propietària de l'edifici dels consultoris de la clínica. En l'operació es va incloure l'execució del dret de compra d'uns terrenys annexes a la clínica ocupats pel convent de les Filles de Sant Josep on està prevista la construcció d'un nou edifici sanitari de 10.000 m².